# Carles Aleñá
Carles Aleñá Castillo (Mataró, 5 de janeiro de 1998) é um futebolista espanhol que atua como meio-campista. Atualmente joga no Alavés.

## Carreira

### Barcelona
Nascido em Mataró, Catalunha, Carles Aleñá ingressou nas categorias de base (La Masia) do Barcelona em 2005, com 7 anos, depois de um teste bem sucedido. Altamente avaliado pelo clube, fez a sua estreia como reserva no time B em 29 de agosto de 2015. Na ocasião, Aleñá entrou no lugar de David Babunski, no empate em casa por 0–0 contra o Pobla de Mafumet, em jogo válido pela Segunda Divisão Espanhola.
Aleñá foi relacionado pela primeira vez na equipe principal no dia 10 de fevereiro de 2016, para um jogo contra o Valencia, permanecendo no banco de reservas e não entrando no empate em 1–1 fora de casa. O meio-campista estreou como profissional no dia 30 de novembro, jogando e marcando um gol no empate fora de casa contra o Hércules por 1–1, pela Copa do Rei.
Sua estreia na La Liga aconteceu no dia 2 de abril de 2017, substituindo Ivan Rakitić no segundo tempo, num 4–1 fora de casa contra o Granada. No dia 28 de junho, Aleñá assinou um contrato profissional de três anos com o Barcelona, incluindo uma cláusula de 75 milhões de euros.
Em setembro de 2018, o jogador foi indicado ao prestigioso prêmio Golden Boy. No dia 4 de dezembro, dois dias depois de marcar seu primeiro gol na La Liga, numa vitória por 2–0 contra o Villarreal, Aleñá foi oficialmente promovido para o time principal, para ocupar o lugar do brasileiro Rafinha, que havia se lesionado.

### Betis
Em 27 de dezembro de 2019, o Barcelona anunciou que havia acertado um acordo com o Betis para o empréstimo de Aleñá até o final da temporada.

### Getafe
No dia 6 de janeiro de 2021, o Barcelona chegou a um acordo com o Getafe para o empréstimo de Carles Aleñá até o final da temporada.

### Alavés
Aleñá foi anunciado como reforço do Alavés no dia 3 de fevereiro de 2025, assinando um contrato de empréstimo válido até o final da temporada. Em 24 de julho de 2025, o Alavés anunciou que contratou Aleñá em definitivo.

## Vida pessoal
O pai de Aleñá, chamado Francesc, atuou como atacante e defendeu vários clubes espanhóis nas décadas de 1980 e 1990.

## Títulos
Barcelona
- La Liga: 2015–16, 2017–18 e 2018–19
- Copa do Rei: 2015–16, 2016–17 e 2017–18
- Supercopa da Espanha: 2016 e 2018
- Supercopa da Catalunha: 2018
- Troféu Joan Gamper: 2016, 2017, 2018, 2019 e 2020